# Saša Nestorović
Saša Nestorović (Zagreb, 1964) is een Kroatische jazz-saxofonist (tenorsaxofoon en sopransaxofoon) en componist.

## Biografie
Nestorović studeerde aan het conservatorium van Zagreb (bij Josip Nochta) en aan de Hochschule für Musik und Tanz Köln (bij Jesse Bennett en Renato Rozic). In 1989 werd hij lid van het Zagreb Saxophonquartett, waarmee hij in Europa en Amerika optrad. Vanaf 1999 ging hij ook optreden met een ensemble voor hedendaagse muziek, Acezantez. In vertegenwoordigde hij Kroatië in de bigband van de EBU in Montreal. Hij componeert voor de groep Zagreb Jazz Portrait, hij is lid van de Boilers All Stars en het jazzorkest van de Kroatische radio en televisie, sinds 2007 is hij daar ook chef-dirigent. Hij is te horen op albums van Gabi Novak, Pero Rogan, Jasna Bilušić, Ladislav Fidri, Jazzy Blef en Vesna Pisarović en trad op met Uwe Ecker, Matija Dedić, Allan Praskin en Mario de Murier.
Nestorović geeft les (jazzsaxofoon en compositie aan het conservatorium in Zagreb.